# Alexandra Simons-de Ridder
Pour les articles homonymes, voir Simons et De Ridder.
Alexandra Simons-de Ridder (née le 29 octobre 1963 à Cologne) est une cavalière de dressage allemande.

## Biographie
Alexandra Simons-de Ridder obtient ses plus grands succès vers 2000. Avec Chacomo, un holsteiner hongre, elle remporte plusieurs Grand Prix. En 1999, elle finit troisième de la Coupe du monde de dressage et gagne au CHIO d'Aix-la-Chapelle. Elle peut donc participer au championnat d'Europe où elle termine première par équipe. L'année suivante, elle fait partie de l'équipe de la Coupe des Nations de dressage au CHIO d'Aix-la-Chapelle et est sélectionné pour l'équipe olympique allemande. Elle remporte avec l'équipe la médaille d'or et finit individuellement à la 16e place.
En 2001, Chacomo est retiré de la compétition en raison d'une tumeur du poumon inopérable, quelques jours plus tard il est euthanasié.
En 2004, elle reforme un couple avec Wellington, un Hanovrien. Il participe d'abord à des compétitions allemandes puis internationales au niveau du Grand Prix. En 2011, sa fille Jill reprend son cheval et participe aussi à des Grands Prix.
Alexandra Simons-de Ridder est mariée avec l'entraîneur Ton de Ridder (de). Sa fille Jill est championne d'Europe junior en 2007 en individuel. La famille vit près d'Aix-la-Chapelle.

## Palmarès

### Jeux olympiques
- Jeux olympiques de 2000 à Sydney  Australie :
  -  Médaille d'or par équipe avec Chacomo.

### Championnat d'Europe de dressage
- 1999 à Arnhem,  Pays-Bas :
  -  Championne d'Europe par équipe avec Chacomo.

## Source, notes et références
- (de) Cet article est partiellement ou en totalité issu de l’article de Wikipédia en allemand intitulé « Alexandra Simons-de Ridder » (voir la liste des auteurs).